# Liste der Werke Enid Blytons
Enid Blyton (1897–1968) war eine der bekanntesten  Kinderbuchautorinnen des 20. Jahrhunderts. Neben den Büchern schrieb sie über 10.000 Kurzgeschichten. Bis heute ist die Autorin international eine der kommerziell erfolgreichsten Jugendbuchautorinnen. Ihre Bücher wurden in über 100 Sprachen übersetzt.
Diese Liste der Werke Enid Blytons ist ein unvollständiges Verzeichnis der mehr als 750 Bücher der englischen Schriftstellerin, soweit sie auf Deutsch erschienen sind. Außerdem verzeichnet diese Liste nur Werke, die von Enid Blyton selbst verfasst wurden, und von ihren Kurzgeschichten nur solche, die einzelne Serien vervollständigen.
Dabei ist zu beachten, dass mitunter die Anzahl der in einer Serie erschienenen Bücher im englischen Original und in der deutschen Ausgabe deutlich voneinander abweicht. So enthält zum Beispiel die Dolly-Serie (im Original „Malory Towers“) in der englischen Ausgabe nur sechs Bände, während auf Deutsch insgesamt achtzehn Bände veröffentlicht wurden. Ebenso enthält die „Hanni-und-Nanni“-Serie („St. Clare’s“) in der englischen Originalausgabe lediglich sechs Bände. In den beiden genannten Beispielen wurden die zusätzlichen Bände zwar unter dem Namen Enid Blytons veröffentlicht, die Urheberschaft scheint aber bei der deutschen Kinder- und Jugendbuchautorin Rosemarie Eitzert zu liegen, die auch unter den Pseudonymen Tina Caspari und Claudia Jonas schreibt. Die in Deutschland unter dem Autorennamen „Enid Blyton“ erschienene Tina-und-Tini-Serie stammt überwiegend nicht von Enid Blyton, sondern wurde laut Angabe des deutschen Verlegers ebenfalls von Rosemarie Eitzert verfasst. Lediglich die ersten beiden Bände basieren auf Büchern von Enid Blyton – The boy next door und The treasure hunters. Auch bei der Fünf-Freunde- und der Rätsel-um-Serie wurden in Deutschland weitere Bände hinzugefügt.

## Abenteuer-Serie
Orig.: Adventure Series
(Anmerkung: Eigentlich hatte Enid Blyton die Serie bereits nach Band 6 beendet. Aufgrund der großen Nachfrage schob sie noch die Bände 7 und 8 nach.)
- 01. Die Insel der Abenteuer (1950, ISBN 9783781751309) (The Island of Adventure (1944))
- 02. Die Burg der Abenteuer (1950, ISBN 9783423707619) (The Castle of Adventure (1946))
- 03. Das Tal der Abenteuer (1951, ISBN 9783781751323) (The Valley of Adventure (1947))
- 04. Die See der Abenteuer (1951, ISBN 9783781751330) (The Sea of Adventure (1948))
- 05. Der Berg der Abenteuer (1952, ISBN 9783781751347) (The Mountain of Adventure (1949))
- 06. Das Schiff der Abenteuer (1952, ISBN 9783781751354) (The Ship of Adventure (1950))
- 07. Der Zirkus der Abenteuer (1953, ISBN 9783423707640) (The Circus of Adventure (1952))
- 08. Der Fluss der Abenteuer (1956, ISBN 9783781751378) (The River of Adventure (1955))

## Fünf-Freunde-Reihe
Orig.: The Famous Five Series
(Anmerkung: 1997 hat der Bertelsmann-Verlag den 100. Geburtstag der Autorin zum Anlass genommen, alle 21 Bände ihrer berühmten Serie in überarbeiteter Fassung/Übersetzung und mit neuer deutscher Rechtschreibung neu herauszugeben.)
- 01. Fünf Freunde erforschen die Schatzinsel (1953, ISBN 9783570033111) (Five On A Treasure Island (1942))
- 02. Fünf Freunde auf neuen Abenteuern (1953, ISBN 9783570033128) (Five Go Adventuring Again (1943))
- 03. Fünf Freunde auf geheimnisvollen Spuren (1954, ISBN 9783570033135) (Five Run Away Together (1944))
- 04. Fünf Freunde auf Schmugglerjagd (1954, ISBN 9783570033142) (Five Go To Smuggler’s Top (1945))
- 05. Fünf Freunde beim Wanderzirkus (1955, ISBN 9783570033159) (Five Go Off In A Caravan (1946))
- 06. Fünf Freunde auf der Felseninsel (1955, ISBN 9783570033166) (Five On Kirrin Island Again (1947))
- 07. Fünf Freunde im Zeltlager (1955, ISBN 9783570033173) (Five Go Off To Camp (1948))
- 08. Fünf Freunde geraten in Schwierigkeiten (1955, ISBN 9783570033180) (Five Get Into Trouble (1949))
- 09. Fünf Freunde helfen ihren Kameraden (1958, ISBN 9783570033197) (Five Fall Into Adventure (1950))
- 10. Fünf Freunde auf großer Fahrt (1958, ISBN 9783570033203) (Five On A Hike Together (1951))
- 11. Fünf Freunde als Retter in der Not (1959, ISBN 9783570033210) (Five Go To Billycock Hill (1957))
- 12. Fünf Freunde im alten Turm (1960, ISBN 9783570033227) (Five Get Into A Fix (1958))
- 13. Fünf Freunde jagen die Entführer (1961, ISBN 9783570033234) (Five Have Plenty Of Fun (1955))
- 14. Fünf Freunde verfolgen die Strandräuber (1961, ISBN 9783570033241) (Five Go Down To The Sea (1953))
- 15. Fünf Freunde wittern ein Geheimnis (1962, ISBN 9783570033258) (Five On A Secret Trail (1956))
- 16. Fünf Freunde auf dem Leuchtturm (1962/1967, ISBN 9783570033265) (Five Go To Demon’s Rocks (1961))
- 17. Fünf Freunde im Nebel (1962, ISBN 9783570033272) (Five Go To Mystery Moor (1954))
- 18. Fünf Freunde und das Burgverlies (1965, ISBN 9783570033289) (Five On Finniston Farm (1960))
- 19. Fünf Freunde und ein Zigeunermädchen (1964, ISBN 9783570033296) (Five Have A Wonderful Time (1952)) – die Folge heißt seit 1990 Fünf Freunde und die wilde Jo
- 20. Fünf Freunde und der Zauberer Wu (1965/1967, ISBN 9783570033302) (Five Are Together Again (1963))
- 21. Fünf Freunde machen eine Entdeckung (1966, ISBN 9783570033319) (Five Have A Mystery To Solve (1962))

Zusätzlicher Band mit Kurzgeschichten:
- 22. Fünf Freunde meistern jede Gefahr, OF, Zürich 2017, ISBN 978-3-570-17217-9 (Five Have A Puzzling Time And Other Stories)

## Geheimnis-um…-Reihe (Spürnasen)
Orig.: Mystery of Series (Five Find-Outers)
(Anmerkung: 2000 wurden die Bände neu übersetzt und als überarbeitete Auflage herausgegeben – u. a. wurden die Namen den englischen Namen angeglichen: ALT = Rudolf „Rolf“, Regine „Gina“, Philipp „Flip“, Elisabeth „Betty“, Dietrich Kronstein „Dicki“, sein Hund Purzel, der Wachtmeister Grimm „Weg-da“ wohnen in Peterswalde. NEU = Laurence „Larry“, Daisy, Philipp „Pip“, Elizabeth „Betsy“, Frederick „Dicky“, sein Hund Scotty, der Wachtmeister (Mr.) Goon „Weg-da“ wohnen in Peterswood. Zum Vergleich: Im engl. Original „Larry“ Laurence, „Daisy“ Margaret, „Pip“ Philip, „Bets“ Elizabeth, „Fatty“ Frederick und Hund „Buster“.)
- 01. Geheimnis um einen nächtlichen Brand (1953, ISBN 9783781752412) (The Mystery of the Burnt Cottage (1943))
- 02. Geheimnis um eine siamesische Katze (1953, ISBN 9783781752429) (The Mystery of the Disappearing Cat (1944))
- 03. Geheimnis um ein verborgenes Zimmer (1954, ISBN 9783781752436) (The Mystery of the Secret Room (1945))
- 04. Geheimnis um eine giftige Feder (1954, ISBN 9783781752443) (The Mystery of the Spiteful Letters (1946))
- 05. Geheimnis um eine verschwundene Halskette (1954, ISBN 9783781752450) (The Mystery of the Missing Necklace (1947))
- 06. Geheimnis um ein Haus im Walde (1955, ISBN 9783781752467) (The Mystery of the Hidden House (1948))
- 07. Geheimnis um eine Tasse Tee (1955, ISBN 9783781752474) (The Mystery of the Pantomime Cat (1949))
- 08. Geheimnis um einen unsichtbaren Dieb (1956, ISBN 9783781752481) (The Mystery of the Invisible Thief (1950))
- 09. Geheimnis um einen entführten Prinzen (1957, ISBN 9783781752498) (The Mystery of the Vanished Prince (1951))
- 10. Geheimnis um einen roten Schuh (1959, ISBN 9783781752504) (The Mystery of the Strange Bundle (1952))
- 11. Geheimnis am Holunderweg (1960, ISBN 9783781752511) (The Mystery of Holly Lane (1953))
- 12. Geheimnis um ein gestohlenes Bild (1962, ISBN 9783781752528) (The Mystery of Tally-Ho Cottage (1954))
- 13. Geheimnis um einen Wohnwagen (1962, ISBN 9783781752535) (The Mystery of the Missing Man (1956))
- 14. Geheimnis um eine Efeuvilla (1963, ISBN 9783781752542) (The Mystery of the Strange Messages (1957))
- 15. Geheimnis um ein blaues Boot (1964, ISBN 9783781752559) (The Mystery of Banshee Towers (1961))

## Die-Schwarze-Sieben-Reihe
Orig.: The Secret Seven Series
(Anmerkung: Der 1998 erschienene Sammelband „Das große Buch der Abenteuergeschichten“ enthält unter anderem eine vollständige deutsche Übersetzung der Secret Seven Short Story Collection (1997). Neben fünf Kurzgeschichten aus den Jahren 1954 bis 1957 findet man darin auch die sechs Kapitel umfassende Gründungsgeschichte der Schwarzen Sieben Das Geheimnis der alten Mühle, die unter dem Titel Secret of the Old Mill bereits 1948 veröffentlicht wurde.)
- 01. Die Schwarze Sieben (1958, ISBN 9783570204344)  (The Secret Seven (1949))
- 02. Bravo, Schwarze Sieben (1958, ISBN 9783570204351) (Well Done, Secret Seven (1950))
- 03. Geheimpolizei Schwarze Sieben (1958, ISBN 9783570204368) (Secret Seven Adventure (1951))
- 04. Dranbleiben, Schwarze Sieben (früherer Titel: Die Schwarze Sieben auf der Fährte, 1962, ISBN 9783570204375) (Secret Seven On The Trail (1952))
- 05. Weiter so, Schwarze Sieben (1963, ISBN 9783570204382) (Go Ahead, Secret Seven (1953))
- 06. Gute Arbeit, Schwarze Sieben (1964, ISBN 9783570204399) (Good Work, Secret Seven (1954))
- 07. Ihr schafft es, Schwarze Sieben (früherer Titel: Die schwarze Sieben schafft es, 1964, ISBN 9783570204405) (Secret Seven Win Through (1955))
- 08. Hoch, die Schwarze Sieben (1965, ISBN 9783570204412) (Three Cheers Secret Seven (1956))
- 09. Ein Geheimnis für die Schwarze Sieben (1965, ISBN 9783570204429) (Secret Seven Mystery (1957))
- 10. Augen auf, Schwarze Sieben (1966, ISBN 9783570204436) (Puzzle For The Secret Seven (1958))
- 11. Haltet den Dieb, Schwarze Sieben (früherer Titel: Die schwarze Sieben jagt den Dieb, 1967, ISBN 9783570204443) (Secret Seven Fireworks (1959))
- 12. Alle Achtung, Schwarze Sieben (1967, ISBN 9783570204450) (Good Old Secret Seven (1960))
- 13. Aufgepasst, Schwarze Sieben (1968, ISBN 9783570204467) (Shock For The Secret Seven (1961))
- 14. Toll gemacht, Schwarze Sieben (früherer Titel: Die schwarze Sieben übertrifft sich selbst, 1968, ISBN 9783570204474) (Look Out Secret Seven (1962))
- 15. Viel Spaß, Schwarze Sieben (1971, ISBN 9783570204481) (Fun For The Secret Seven (1963))

## Rätsel-um…-Reihe
Orig.: The Barney Mystery Series
(Anmerkung: Im englischen Original besteht die Serie nur aus sechs Bänden. Der Band sieben „Rätsel um den tiefen Keller“ wurde für die deutsche Ausgabe umgeschrieben und ist ursprünglich eine Geschichte mit anderen Protagonisten.)
- Rätsel um das verlassene Haus (1962, ISBN 9783570201886) (The Rockingdown Mystery (1949))
- Rätsel um die grüne Hand (1961, ISBN 9783570201893) (The Rilloby Fair Mystery (1950))
- Rätsel um den unterirdischen Gang (1962, ISBN 9783570201909) (The Ring-O-Bell Mystery (1951))
- Rätsel um den geheimen Hafen (1962, ISBN 9783570201916) (The Rubadub-Mystery (1952))
- Rätsel um den wandelnden Schneemann (1962, ISBN 9783570201923) (The Rat-A-Tat Mystery (1956))
- Rätsel um die verbotene Höhle (1962, ISBN 9783570201930) (The Ragamuffin Mystery (1959))
- Rätsel um den tiefen Keller (1962, ISBN 9783570201947) (The Mystery That Never Was (1961))

## Die-verwegenen-Vier-Reihe(bis 1980Die Arnoldkinder)
Orig.: The Secret Series (teilweise: The Adventurous Four)
(Anmerkung: In England wurde die Secret-Reihe mit fünf Büchern herausgegeben. Für Deutschland wurden die zwei Bücher der Adventurous-Four-Reihe umgeschrieben in Bücher der Secret-Reihe, u. a. wurden auch in der deutschen Übersetzung aus den Nazis Waffenschmuggler.)
- Die verwegenen Vier reißen aus (früherer Titel: Die Arnoldkinder reißen aus, 1963, ISBN 9783570204818) (The Secret Island (1938))
- Die verwegenen Vier bewähren sich (früherer Titel: Die Arnoldkinder bewähren sich, 1964, ISBN 9783570204825) (The Secret of Spiggy Holes (1940))
- Die verwegenen Vier halten zusammen (früherer Titel: Die Arnoldkinder halten zusammen, 1965, ISBN 9783570204832) (The Secret Mountain (1941))
- Die verwegenen Vier auf heißer Spur (früherer Titel: Die Arnoldkinder auf heißer Spur, 1966, ISBN 9783570204849) (The Secret Of Killimooin (1943))
- Die verwegenen Vier auf Geisterjagd (früherer Titel: Die Arnoldkinder auf Geisterjagd, 1967, ISBN 9783570204856) (The Secret Of Moon Castle (1953))
- Die verwegenen Vier jagen die Waffenschmuggler (früherer Titel: Die Arnoldkinder jagen die Waffenschmuggler, 1969, ISBN 9783570204863) (The Adventurous Four (1941))
- Die verwegenen Vier in großer Bedrängnis (früherer Titel: Die Arnoldkinder in großer Bedrängnis, 1970, ISBN 9783570204870) (The Adventurous Four Again (1947))
- Die geheimnisvolle Insel – Ein Abenteuer der Verwegenen Vier (Off With The Adventurous Four Again (1952)) (1998 erschienen im Sammelband „Das große Buch der Abenteuergeschichten“, ISBN 	9783570209035)

Geisterband:
- Die verwegenen Vier retten das grosse Pferderennen (1977, ISBN 9783570021040)

## Lissy-Reihe
Orig.: The Naughtiest Girl Series
- Lissy will mit dem Kopf durch die Wand (Neuer Titel: Ein Wildfang lebt sich ein, ISBN 9783453540828) (The Naughtiest Girl in the School (1940))
- Lissy schafft sich neue Freunde (Neuer Titel: Immer Ärger mit den Neuen, 1980, ISBN 9783453540965) (The Naughtiest Girl Again (1942))
- Lissy als Klassensprecherin (Neuer Titel: Die neue Klassensprecherin, 1980, ISBN 9783453541054) (The Naughtiest Girl is a Monitor (1945))
- Kurzgeschichte:  Lissy kann’s nicht lassen (Neuer Titel: Der große Krach, 1998 erschienen im Sammelband „Das große Buch der Abenteuergeschichten“, ISBN 9783570123461)(Here’s the Naughtiest Girl (1952) in: Enid Blyton Omnibus)

1999/2000 erschienen in England weitere sechs Bücher, die von Anne Digby im Auftrag der Lizenzgeber verfasst wurden. Im Deutschen wurde die Reihe jedoch nicht fortgesetzt.
- The Naughtiest Girl Keeps a Secret (1999)
- The Naughtiest Girl Helps a Friend (1999)
- The Naughtiest Girl Saves the Day (2000)
- Well Done, the Naughtiest Girl! (2000)
- The Naughtiest Girl Wants to Win (2001)
- The Naughtiest Girl Marches On (2001)

## Dolly-Reihe
Orig.: Malory Towers Series
(Anmerkung: Von Enid Blyton stammen nur die Bände 1 bis 6. Die Namen der Figuren und Orte wurden eingedeutscht, die Übersetzungen weichen auch sonst erheblich von den englischen Originalen ab. Sie wurden vor allem gekürzt, teilweise fehlen ganze Kapitel. Die weiteren Bände wurden von unterschiedlichen Autoren geschrieben – größtenteils laut Verlagsangabe von „Rosemarie von Schach“. Dies ist die Jugendbuchautorin Rosemarie Eitzert, die unter dem Pseudonym Tina Caspari bekannt wurde.)
- 01. Dolly sucht eine Freundin (1966, ISBN 9783505036477) (First Term at Malory Towers (1946))
- 02. Wirbel in Klasse 2 (1966, ISBN 9783505036484) (Second Form at Malory Towers (1947))
- 03. Ein Pferd im Internat (1966, ISBN 9783505036491) (Third Year at Malory Towers (1948))
- 04. Die Klassensprecherin (1966, ISBN 9783505036507) (Upper Fourth at Malory Towers (1949))
- 05. Dollys großer Tag (1967, ISBN 9783505036514) (In the Fifth at Malory Towers (1950))
- 06. Abschied von der Burg (1967, ISBN 9783505036521) (Last Term at Malory Towers (1951))

## Hanni-und-Nanni-Reihe
Orig.: St. Clare’s Series
(Anmerkung: Nur sechs Bände stammen von Enid Blyton. In der deutschen Fassung wurden im Anschluss an die Bände 1–4 nach der 2. Klasse weitere Geschichten eingefügt. Erst mit Band 11 und 13 wurden die letzten beiden Originalbände in die Reihe aufgenommen. Die restlichen deutschen Bände sind bis auf zwei deutschsprachige Auftragsarbeiten des Franz-Schneider-Verlags. Nach Band 15 war das Internatsleben an sich zu Ende, die achtzehnjährigen Mädchen standen vor dem Schulabschluss. Ende der 80er-Jahre wurde dennoch an einer Fortsetzung der erzählerisch eigentlich abgeschlossenen Reihe geschrieben, die wieder in der Schulzeit der Zwillinge angesiedelt war. Die Enid Blyton Limited autorisierte zwei weitere Bände, die von Pamela Cox geschrieben wurden: The Third Form at St. Clare’s (2000) – bevor Claudine nach St. Clare’s kommt – und The Sixth Form at St. Clare’s (2000), da Enid Blyton diese zwei Klassen (dritte und sechste Klasse) ausgelassen hatte und so nun die Lücken gefüllt wurden.)
- 01. Hanni und Nanni sind immer dagegen (Band 1, 1965, ISBN 9783505137761) (The Twins at St. Clare’s (1941))
- 02. Hanni und Nanni schmieden neue Pläne (Band 2, 1965, ISBN 9783505121784) (The O’Sullivan Twins (1942))
- 03. Hanni und Nanni in neuen Abenteuern (Band 3, 1965, ISBN 9783505121791) (Summer Term At St. Clare’s (1943))
- 04. Kein Spaß ohne Hanni und Nanni (Band 4, 1965, ISBN 9783505129797) (Second Form At St. Clare’s (1944))
- 05. Lustige Streiche mit Hanni und Nanni (Band 11, 1967, ISBN 9783505121876) (Claudine at St. Clare’s (1944))
- 06. Fröhliche Tage für Hanni und Nanni (Band 13, 1967, ISBN 9783505121890) (Fifth Formers At St. Clare’s (1945))

## Familie-Langfeld-Reihe (Sechs-Kinder-Reihe)
Orig.: Six Cousins Series
- 01. Familie Langfeld – Unverhoffter Besuch (1970, ISBN 9783505026270) (Six Cousins at Mistletoe Farm (1948))
- 02. Familie Langfeld – Geheimnisse (1971, ISBN 9783505026287) (Six Cousins at Mistletoe Farm (1948))
- 03. Familie Langfeld – Eine neue Heimat (1971, ISBN 9783505026294) (Six Cousins Again (1950))
- 04. Familie Langfeld – Eine glückliche Zukunft (1972, ISBN 9783505026300) (Six Cousins Again (1950))
- 05. Sechs Kinder kommen auf den Hund (1978, ISBN 9783505071553)
- 06. Sechs Kinder raufen sich zusammen (1976, ISBN 9783505070464)
- 07. Sechs Kinder suchen einen Dieb (1977, ISBN 9783505070686)

## Peter-und-Penny-Reihe (Zwillingsserie)
(Anmerkung: Geschichten der Zwillinge Peter und Penny)
- 01. Eine Überraschung für Peter und Penny (1973, ISBN 9783570075517) (The Very Big Secret (1952))
- 02. Peter und Penny erleben spannende Ferien (1973, ISBN 9783570075500) (The Adventure Of The Secret Necklace (1954))
- 03. Eine Geburtstagskatze für Peter und Penny (1973, ISBN 9783442202119) (Birthday Kitten (1958))
- 04. Peter und Penny überlisten die Entführer (1974, ISBN 3-570-07553-2) (The Adventure Of The Strange Ruby (1960))

## Die Pimpernells-Serie
- 01. Die Pimpernells unterwegs (1966) (The Caravan Family (1945))
- 02. Die Pimpernells im Glück (1967) (The Saucy Jane Family (1947))
- 03. Die Pimpernells auf fröhlicher Seefahrt (1966) (The Pole Star Family (1950))
- 04. Vier in der Möwenbucht (1967) (The Seaside Family (1950))
- 05. Die Pimpernells und 66 Tiere (1967) (The Buttercup Farm Family (1951))
- 06. The Queen Elizabeth Family (1951) (wurde nicht ins Deutsche übersetzt)

## Noddy-Serie
Diese Serie (entstanden 1949–1963) ist in England sehr populär. Noddy ist ein kleiner Holzjunge, der im Spielzeugland wohnt. In Deutschland zunächst innerhalb der Serie Nickis Abenteuer bei Styria und Pestalozzi erschienen.
- Noddy entdeckt das Spielzeugland (früherer Titel: Nicki fährt ins Spielzeugland, 1956, ISBN 9783505026386) (Little Noddy Goes To Toyland (1949))
- Noddy löst ein Geheimnis (früherer Titel: Nicki und die Autodiebe, 1956–57, ISBN 9783505075155) (Hurrah For Little Noddy (1950))
- Noddy liebt sein kleines Auto (früherer Titel: Nicki und sein Auto, 1956–57, ISBN 9783505075551) (Noddy and His Car (1951))
- Da kommt der Nicki wieder (1956–57) (Here Comes Noddy Again! (1951))
- Nicki hilft Großohr (1956–57) (Well Done Noddy! (1952))
- Nicki in der Schule (1957) (Noddy Goes to School (1952))
- Nicki fährt an die See (1958) (Noddy at the Seaside (1953))
- Nicki hat Sorgen (1958) (Noddy Gets into Trouble (1954))
- Nicki und Berti, das Äffchen (1958) (Noddy and the Magic Rubber (1954))
- Nicki reisst aus (1959) (You Funny Little Noddy (1955))
- Nicki und der Weihnachtsmann (1959) (Noddy Meets Father Christmas (1955))
- Nicki und Tessi, das Bärlein (1959) (Noddy and Tessie Bear (1956))
- Sei tapfer, kleiner Nicki! (1961) (Be Brave, Little Noddy! (1956))
- Nicki und der Purzelhund (1961) (Noddy and the Bumpy-Dog (1957))
- Nicki und der Schwindler (1961) (Do Look Out, Noddy (1957))
- Nicki und der Zauberer (1962) (You’re a Good Friend, Noddy (1958))
- Noddy fängt den Dieb (1963, früherer Titel: Nickis neues Abenteuer) (Noddy Has an Adventure (1958))
- Noddy – Gute-Nacht-Geschichten (1999)

Im Pestalozzi Verlag erschienen im Jahr 1969 5 Noddy-Hefte.
- Noddy fährt ins Spielzeugland (1969)
- Ist Noddy ein Spielzeug? (1969)
- Noddy und sein Auto (1969)
- Noddys erstes Abenteuer (1969)
- Noddy und der Dieb (1969)

Des Weiteren erschienen 1986 4 Noddy-Bücher, die 2 Seiten länger als die Hefte sind.
- Noddy kommt ins Spielzeugland (1986, ISBN 9783614445009)
- Noddys bester Freund (1986, ISBN 9783614445009)
- Noddys Abenteuer als Taxifahrer (1986, ISBN 9783614445009)
- Noddy sorgt für Überraschungen (1986)

Die weiteren englischen Titel:
- Do Look Out, Noddy (1957)
- Noddy Goes to Sea (1959)
- Noddy and the Bunkey (1959)
- Cheer Up, Little Noddy! (1960)
- Noddy Goes to the Fair (1960)
- Mr. Plod and Little Noddy (1961)
- Noddy and the Tootles (1962)
- Noddy and the Aeroplane (1963)

## Kinderhaus-Enid-Blyton-Reihe
(Anmerkung: Reihe erschienen im Bertelsmann Verlag)
- 01. Bobs Abenteuer (1981, ISBN 9783570081006) (The Adventures of Bobs (1935))
- 02. Tommy und seine Freunde (1981, ISBN 9783570081037) (The Enid Blyton Pennant Series 4 (1950) und The Enid Blyton Pennant Series 24 (1950))
- 03. Unsere Freunde im Zoo (1981, ISBN 9783570081044) (The Visit To The Zoo and Other Stories (1952))
- 04. Garry findet einen Weg (1981, ISBN 9783570081051) (The Enid Blyton Pennant Series 3 (1950) und The Enid Blyton Pennant Series 6 (1950))
- 05. Julias Abenteuer (1981, ISBN 9783570081068) (Tales Of Old Thatch (1938))
- 06. Rettung in letzter Sekunde (1981, ISBN 9783570081075) (The Enid Blyton Pennant Series 12 (1950) und The Enid Blyton Pennant Series 27 (1950))
- 07. Das Geheimnis der Teekanne (1981, ISBN 9783570081082) (The Talking Teapot (1934))
- 08. Ein Geburtstagsgeschenk mit Folgen (1981, ISBN 9783570081099) (The Enid Blyton Pennant Series 8 (1950) und The Enid Blyton Pennant Series 28 (1950))
- 09. Geheimnisse der Wildnis (1981, ISBN 9783570081105) (Friends Of The Countryside (1939))
- 10. Polly und Sally (1981, ISBN 9783570081112) (The Enid Blyton Pennant Series 7 (1950) und The Enid Blyton Pennant Series 11 (1950))

## Weitere kleine Serien

### Zirkus-Serie
- Band 1 – Zwei Freunde beim Zirkus (1968) (Mr. Galliano’s Circus (1938))
- Band 2 – Neue Abenteuer beim Zirkus (1968) (Hurrah for the Circus (1939))
- Band 3 – Lotta rettet den Zirkus (1969) (Circus Days Again (1942))
- Band 4 – So lebt man im Zirkus (1969) (All About the Circus/Come to the Circus (1943))

### Mit Enid Blyton durch das Jahr
- Band 1 – Frühlingsgeschichten (1979, ISBN 9783442202393) (Spring Stories (1934))
- Band 2 – Sommergeschichten (1979, ISBN 9783442202461) (Summer Stories (1934))
- Band 3 – Herbstgeschichten (ISBN 9783570074930) (Autumn Stories (1934))
- Band 4 – Wintergeschichten (ISBN 9783442202355) (Winter Stories (1934))

### Die Zauberwald-Reihe
- Der Zauberwald (1991, ISBN 9783821201627) (The Enchanted Wood (1939))
- Der Wunderweltenbaum (früherer Titel: Der Zauberbaum, 1991, ISBN 9783423622172) (The Magic Faraway Tree (1943))
- Die Wesen vom Wunderweltenbaum (frühere Titel: Wir vom Zauberbaum oder Der Zauberbaum und seine Freunde, 1991, ISBN 9783821201641) (The Folk of the Faraway Tree (1946))
- Up the Faraway Tree (1951) (nicht ins Deutsche übersetzt)

## Einzelne Titel/Geschichten-Sammelbände
- Enid Blyton erzählt von Hops, Fips und Taps (1975) (The Book of Brownies – Hop, Skip and Jump (1932))
- Treffpunkt Keller (1953) (The Six Bad Boys)
- Schmuggler Ben (1971) (Smuggler Ben (1943))
- Das Geheimnis der Klippenburg (1955) (The Secret of Cliff Castle (1948))
- Unser Foxl ist ein Held (1973) (The Adventures of Scamp (1943))
- Unser liebes Pony (Snowball the Pony (1953))
- Die Farrell-Kinder (1954) [Boje-Verlag] (House-at-the-Corner (1947))
- Die Geheimtür – Sechs Detektivsgeschichten (1997) (The Secret Door and Other Stories)
- Unheimliche Verfolgung – Fünf spannende Geschichten (1998) (The Secret Door and Other Stories)
- Kuchenschlacht um Mitternacht (1988) (Mischief At St Rollo’s (1947))
- In unser Schule ist was los (Mischief At St Rollo’s (1947))
- Das Haus mit dem roten Dach und Die vierbeinigen Freunde (The Family at Red-Roofs und The Children at Green Meadows)
- Geschichten von Enid Blyton: Billy-Bob und Belinda (1981) (Billy-Bob Tales (1938))
- Kalli Schlaumeier (1969) (erste Auflage erschien als Pfiffig, der schlaue Schuster) (Rubbalong Tales (1950))
- Kalli Schlaumeier und seine Freunde (1969) (erste Auflage erschien als Pfiffig, der schlaue Schuster) (Rubbalong Tales (1950))
- Juli und die drei vom Fluss (1972) (Four Cousins)
- Enid Blyton erzählt: Zwei Mäuse, sechs Mäuschen ganz unten im Häuschen (Mary Mouse Series (1950))

(Zusatzinfo: Das sind alle englischen Mary-Mouse-Geschichten: Mary Mouse and the Dolls' House (1942), More Adventures of Mary Mouse (1943), Little Mary Mouse Again (1944), Hello, Little Mary Mouse (1945), Mary Mouse and Her Family (1946), Here Comes Mary Mouse Again (1947), How Do You Do Mary Mouse (1948), We Do Love Mary Mouse (1950), Welcome Mary Mouse (1950), Hurrah for Mary Mouse (1951), A Prize for Mary Mouse (1951), Mary Mouse and Her Bicycle (1952), Mary Mouse and the Noah’s Ark (1952), Mary Mouse to the Rescue (1954), Mary Mouse in Nursery Rhyme Land (1955), A Day with Mary Mouse (1956), Mary Mouse and the Garden Party (1957), Mary Mouse Goes to the Fair (1958), Mary Mouse has a Wonderful Idea (1959), Mary Mouse Goes to Sea (1960), Mary Mouse Goes Out for the Day (1961), Fun with Mary Mouse (1962), Mary Mouse and the Little Donkey (1964))
- Enid Blyton erzählt Geschichten (My First Enid Blyton Book; My Second Enid Blyton Book; My Third Enid Blyton Book (1980))
- Hier kommt Kuddel Muddel (1988) (Geschichten erschienen im Original in den Sammelbänden Mr. Meddle’s Mischief (1940); Mr. Meddle’s Muddles (1950); Merry Mister Meddle (1954))
- Kuddel Muddel macht Geschichten (1988) (Geschichten erschienen im Original in den Sammelbänden Mr. Meddle’s Mischief (1940); Mr. Meddle’s Muddles (1950); Merry Mister Meddle (1954))
- So ein Kuddel Muddel (1988) [Bertelsmann] (Geschichten erschienen im Original in den Sammelbänden Mr. Meddle’s Mischief (1940); Mr. Meddle’s Muddles (1950); Merry Mister Meddle (1954))
- Mehr lustige Vorlesegeschichten (1998) (Geschichten erschienen im Original in den Sammelbänden Mr. Meddle’s Mischief (1940); Mr. Meddle’s Muddles (1950); Merry Mister Meddle (1954))
- Die magische Bürste (The Magic Brush (1942))
- Der Zauberhut (The Goblin Hat (1954))
- Der unheimliche Zauberer [Xenos Verlag] (Big-Eye the Enchanter (1998))
- Der Zauberstab  (The Wishing Wand and Other Stories (1993 – Text jedoch © 1946))
- Der Elefant ist los (Look Out for the Elephant and Other Stories (1993 – Text jedoch © 1946))
- Der seltsame Regenschirm (The Strange Umbrella and Other Stories (1989))
- Die lustige Spielzeuglokomotive (The Little Toy Engine and Other Stories (1989))
- Der Turm im Ho-Ho-Wald (The Tower in Ho-Ho Wood and Other Stories (1989))
- Der verzauberte Schneevogel (The Magic Snow-Bird and Other Stories (1989))
- Die Kinder von Kidillin (The Children of Kidillin (1940))
- Unser Haus im hohlen Baum (1945) (Hollow Tree House)